# Entropion
L'entropion è una malattia oculare che consiste nella rotazione verso l'interno del margine della palpebra. Tale patologia si può manifestare ad entrambe le palpebre di un singolo occhio, anche se spesso la si nota soltanto in quella inferiore. Le ciglia si vengono a trovare a contatto col bulbo oculare e lo graffiano. Le lesioni della cornea spesso si trasformano in ulcere; è ciò che può avvenire, ad esempio, se si è colpiti da tracoma.
L'entropion può manifestarsi anche in animali, ad esempio nel cane.

## Eziologia
La causa più comune è l'iperlassità dei tessuti palpebrali (le palpebre si sono 'allentate'); si possono riscontrare alterazioni muscolari oculari, cicatrici e blefarospasmo (una contrattura e ipertrofia del muscolo orbicolare ossia del muscolo di forma ad anello che assicura la chiusura palpebrale).
Altre cause sono:
- casi di infiammazione oculare, che causano forme spastiche;
- formazione di cicatrici, in conseguenza a traumi o interventi chirurgici.

## Trattamento
L'entropion può essere temporaneo o definitivo, congenito o acquisito. In caso di entropion definitivo il trattamento consiste nell'intervento chirurgico di tarsotomia; per quello temporaneo, invece, si possono applicare dei cerotti che tendono la palpebra, riportando il margine ciliare nella sua posizione naturale. Di fondamentale importanza è la salute della cornea: l'ammiccamento comporta un continuo passaggio delle ciglia (in posizione anomala) sulla cornea, che provoca ferite sulla superficie oculare che vanno tempestivamente trattate prima che diventino ulcere. La cornea in questi casi può essere protetta con una lente a contatto, con colliri o pomate a base di antibiotici e riepitelizzanti che accelerano il processo di guarigione dei piccoli graffi. Lo stato corneale influisce sulle scelte e i tempi terapeutici ma, in caso di danni alla cornea, l'intervento chirurgico ad opera di un medico oculista deve avvenire il prima possibile.